# Капчагайское водохранилище
Капчага́йское водохранилище (каз. Қапшағай су қоймасы) — одно из крупнейших водохранилищ в Казахстане. Его длина — 180 км, ширина — 22 км.

## История строительства
Водохранилище было создано для регулирования стока реки Или. В 1965—1980 годах в узком, образованном скалами Капчагайском ущелье были построены плотина и Капчагайская ГЭС. Заполнение водой началось в 1970 году.

## География
Капчагайское водохранилище расположено в Илийской долине на территории Алматинской области. Имеет множество протоков и рукавов, перекатов и мелей. Пологие спуски перемежаются со скальными береговыми ландшафтами. Береговая зона Капчагайского водохранилища проходит по полого наклонной аккумулятивной равнине и по предгорным отрогам Джунгарского Алатау.
На западном берегу водохранилища расположен город Конаев.
В зону затопления вошло Илийское ложе и левобережная пойма реки Или до устья реки Чарын. В Капчагайское водохранилище также впадают реки Турген, Чилик, Иссык, Талгар, Каскелен. Правый берег — коренной, по нему же проходит фарватер.

## Климат
Континентальный, засушливый. Холодные сухие зимы, жаркое лето. Преобладающее направление ветра — западное. Этот ветер называют «Чилик». Ветер, меняющийся на противоположный, называют «Балхаш». Водный температурный режим водоёма: май, июнь, сентябрь — 18—20 °C; июль—август — 22—28 °C. Зимой водохранилище замерзает.
Благодаря водохранилищу в близлежащих регионах, вплоть до Алма-Аты, смягчился климат.

## Природа
Природная зона — полупустыни. Обычный ландшафт побережий Капчагайского водохранилища — туранговые рощицы, холмы, поросшие кустарниковым белым саксаулом, тугайные джунгли с зарослями лиан и ежевики. В некоторых местах пустыня подступает к самой воде. В других местах побережье — это низкорослые ивы, тамариски, степные растительные сообщества с преобладающими ксерофитными (полынь сероземная) и галофитными (солянки) формами.
На восточном побережье водохранилища находится Алматинский заповедник. На северном берегу расположен национальный природный парк «Алтын-Эмель».

## Гидрологический режим и параметры
Общая ёмкость водохранилища — 28,14 млрд м³, полезный объём — 6,6 млрд м³, длина водного зеркала — 180 км, максимальная ширина — 22 км, площадь — 1847 км², максимальная глубина — 45 м (по другим данным, 46 м), средняя глубина — 15,2 (1982), длина береговой линии 430 км. Средний многолетний сток воды реки Или в створе гидроузла — 14,8 млрд м³.
Створ Капчагайской ГЭС расположен в узком месте русла реки Или между высокими скальными берегами. В составе гидроузла намывная и насыпная плотины, 4 турбинных и 2 строительно-эксплуатационных водосбросных туннеля, ГЭС. Длина плотин по гребню — 470 и 370 м, высота — 50 и 56 м, ширина — 450 и 270 м. Мощность ГЭС при расчётным напоре 40 м — 434 тыс. кВт, выработка электроэнергии — 1163 млн кВт час в год.

## Хозяйственное значение
Водохранилище было создано для регулирования стока реки Или. Используется для нужд ирригации, рыбоводства, рекреации. Многолетнее регулирование положительно сказывается на разрешении проблем орошения (площадь орошения 450 тыс. га.). В водохранилище обитает 26 видов рыб (в том числе 16 промысловых), хорошо ловятся лещ, сазан, жерех, окунь, сом, ежегодно вылавливается более 2 тыс. т рыбы. Встречается змееголов.

## Прибрежная зона
На берегах вокруг водохранилища расположены: пансионаты, лагеря, местные базы отдыха, в том числе мелкие отели (мотели), а также платные городские пляжи для отдыха туристов. С распадом СССР бесплатные, общедоступные государственные пляжи и прибрежные зоны стали сдаваться в частную аренду, а также незаконно захватываться неизвестными предприимчивыми людьми, которые за отдых на пляжах взимают с населения плату от 1000 до 5000 тенге. По словам прокуроров, на пляжах водохранилища нарушены требования земельного законодательства по статье 107
От Алма-Аты до города Конаев и к Капчагайскому водохранилищу можно добраться по современной автомагистрали А3. Расстояние от Алма-Аты — 70 км.

## Галерея
- Застройка и захват в частную собственность государственной водоохранной прибрежной зоны водохранилища Капшагай.
- На дальнем плане видна застройка и захват в частную собственность государственной водоохранной прибрежной зоны водохранилища Капшагай и засорение городских пляжей.
- Общедоступный государственный пляж и прибрежный берег водохранилища Капшагай. На дальнем плане пляжа видны частные контейнеры, которые незаконно установлены в водоохранной зоне.
- Побережье Капчагайского водохранилища.
- Побережье Капчагайского водохранилища.
- Побережье Капчагайского водохранилища.